# Galinheiros
Galinheiros est une ville de l'île de Fogo au Cap-Vert.

## Géographie
Galinheiros est située à 2 km au nord-est de Ponta Verde, à 2,5 km au sud-ouest de São Jorge et à 13 km au nord-est de São Filipe, la capitale de l'île.
Galinheiros est traversée par la route nationale EN1-FG01 (São Filipe - Galinheiro  - Mosteiros - Cova Figueira - Patim - São Filipe).

## Subdivisons
Les subdivisions de Galinheiros sont:
- Ameixoeiro
- Figueira Tcheu
- Galinheiro
- Limeira
- Monte
- Outra Banda
- Outra Banda de Cima
- Patomé
- Ratcham

## Population
En 2010, Galinheiros comptait 877 habitants.